# Australische Cricket-Nationalmannschaft in Indien in der Saison 1984/85
Die Tour der australischen Cricket-Nationalmannschaft nach Indien in der Saison 1984/85 fand vom 28. September bis zum 6. Oktober 1984 statt. Die internationale Cricket-Tour war Bestandteil der Internationalen Cricket-Saison 1984/85 und umfasste fünf ODIs. Australien gewann die Serie 3–0.

## Vorgeschichte
Für beide Mannschaften war es die erste Tour der Saison.
Das letzte Aufeinandertreffen der beiden Mannschaften bei einer Tour fand in der Saison 1980/81 in Australien statt.

## Stadien
Die folgenden Stadien wurden für die Tour als Austragungsort vorgesehen
| Stadion                  | Stadt              | Kapazität | Spiele |
| ------------------------ | ------------------ | --------- | ------ |
| Sardar Patel Stadium     | Ahmedabad          | 54.000    | 4. ODI |
| Jawaharlal Nehru Stadium | Delhi              | 60.000    | 1. ODI |
| Nehru Stadium            | Indore             | 25.000    | 5. ODI |
| Keenan Stadium           | Jamshedpur         | 19.000    | 3. ODI |
| University Stadium       | Thiruvananthapuram | 20.000    | 2. ODI |

## Kaderlisten
| ODI | ODI |
| Indien | Australien |
| --- | --- |
| - Kirti Azad - Roger Binny - Kapil Dev - Sunil Gavaskar - Surinder Khanna - Syed Kirmani - Madan Lal - Ghulam Parkar - Parthiv Patel - Sandeep Patil - Manoj Prabhakar - Balwinder Sandhu - Chetan Sharma - Ravi Shastri - Dilip Vengsarkar | - Murray Bennett - Allan Border - Tom Hogan - Rodney Hogg - Merv Hughes - Geoff Lawson - John Maguire - Wayne Phillips - Carl Rackemann - Greg Ritchie - Steve Smith - Kepler Wessels - Graeme Wood - Graham Yallop |

## Tour Match
| 8. Oktober Scorecard | Bombay | Bombay 190-6 (47/47)              | – | Australians 191-5 (39.4/47) |
|                      |        | Australians gewinnt mit 5 Wickets |   |                             |

## One-Day Internationals

### Erstes ODI in Neu-Delhi
| 28. September Scorecard | Neu-Delhi (JNS) | Australien 220-9 (48/48)       | – | Indien 172 (40.5/48) |
|                         |                 | Australien gewinnt mit 48 Runs |   |                      |

### Zweites ODI in Trivandrum
| 1. Oktober Scorecard | Trivandrum | Indien 175 (37/37) | – | Australien 29-1 (7.4/32) |
|                      |            | No Result          |   |                          |

### Drittes ODI in Jamshedpur
| 3. Oktober Scorecard | Jamshedpur | Indien 21-2 (5.1/24) | – | Australien |
|                      |            | No Result            |   |            |

### Viertes ODI in Ahmedabad
| 5. Oktober Scorecard | Ahmedabad | Indien 206-6 (46/46)             | – | Australien 210-3 (43.5/46) |
|                      |           | Australien gewinnt mit 7 Wickets |   |                            |

### Fünftes ODI in Indore
| 6. Oktober Scorecard | Indore | Indien 235-5 (44/44)             | – | Australien 236-4 (40.1/44) |
|                      |        | Australien gewinnt mit 6 Wickets |   |                            |